# Schömer Ferenc (1885–1965)
Ifjabb Schömer Ferenc (Bécs, 1885. január 5. – Mar del Plata, 1965. április 10.) magyar építész, idősebb Schömer Ferenc (1859–1925) építészmérnök fia, Schőmer Ervin féltestvére.

## Élete
1904-ben szerzett érettségit a Budapest II. kerületi Királyi Egyetemi Katolikus Gimnáziumban. 1909-ben építészmérnöki diplomát kapott a Királyi József-Műegyetemen. Ezt követően édesapja műtermében helyezkedett el. Az 1910-es évek elején már több tervpályázaton vett részt. Az első világháború során 3 éven keresztül az orosz fronton szolgált. Főhadnagy, különböző kitüntetésekkel szerelt le.
Ezt követően Hültl Dezső mellett dolgozott tanársegédként, majd 1921-ben átvette édesapja építészirodáját. Az 1920-as évek közepén épültek fel első saját tervezésű házai. Az 1930-as évek közepéig historizáló (neoeklektikus) stílusokban tervezte épüleit, ekkortól áttért az egyszerűbb, modern épületekre. Jelentős, ilyen alkotása az 53 pályázat közül elsőnek kiválasztott Szél utcai Alapítványi Fiúotthon és Ipari Nevelőotthon. Nem sokkal később nagyszabású (bár az eredeti épülethez nem igazán illeszkedő), modern stílusú tervet készített a Budapesti Városháza kibővítésére. (Az építkezés elmaradt.)
1931 és 1936 között egyébként ismét Hültl irodájában dolgozott, majd a MOKTÁR Bank szakértői becslője is volt.
Schömer a második világháború végén, 1945 márciusában az orosz megszállás elől rokonaival elhagyta Magyarországot. 1945-től Bernauban (Bajorország) élt, ahol vejével egy kötő- és horgolócéget működtetett, ehhez ő készítette az előzetes rajzmintákat. 1949-től Párizsban élt, ahol rajzolóként kereste meg a kenyerét. Ebben az időszakban készítette munumentális (és történelmi, nem pedig modern stílusú) hatalmas bazilikatervét (Szegények Szűze, Országok Királynője), amely nem épült fel. 1953-ban rokonaihoz költözött át Argentínába. Itt Mario Roberto Alvrez (1913–2011) és Macedonio Oscar Ruiz (1906–1982) építészirodájába vették fel a már idősödő (közel 70 éves) művészt. Schömer segített nekik az elkészített terveiket kiegészíteni, az iratokat előkészíteni, és vezetni az építkezéseiket. Részt vett a Teatro General San Martin, Centro Cultural építésében, és a Teatro Cervantes felújításában. Az építésziroda haláláig ellátta munkával.
Schömer nem sokkal 80. születésnapja betöltése után hunyt el 1965-ben.
Az építész épületek mellett tájképeket is szeretett rajzolni, számos festménye készült Magyarország, Ausztria, Németország, és Argentína területén.

### Családja
Feleségét Berg Mária Teréziának (1892–1983) hívták, akitől egy leánygyermeke, Schömer Éva (1914–?) született. Veje Bund Gyula volt.

## Ismert épületei
A lista forrása:

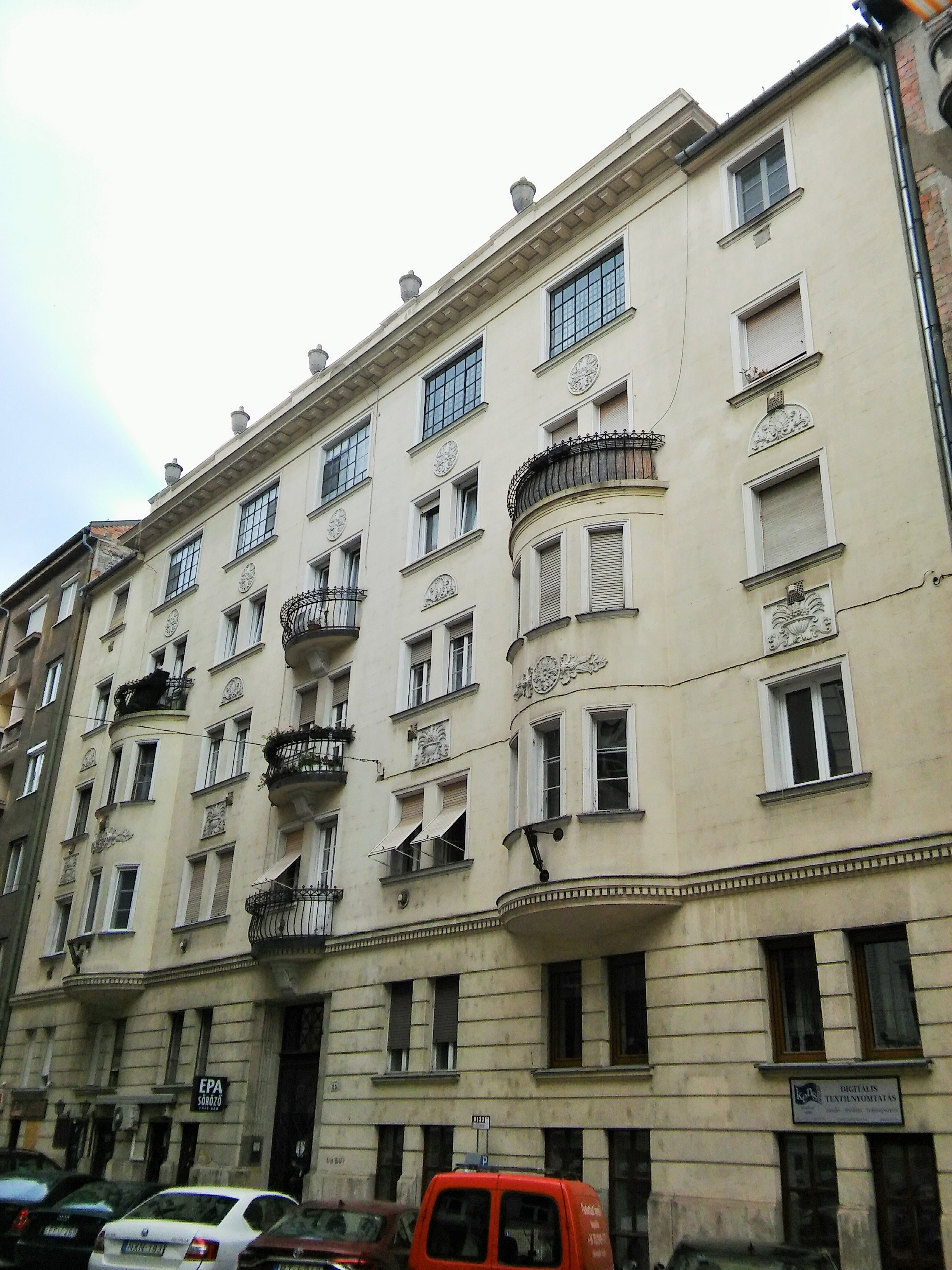
Visegrádi utca 32-34.

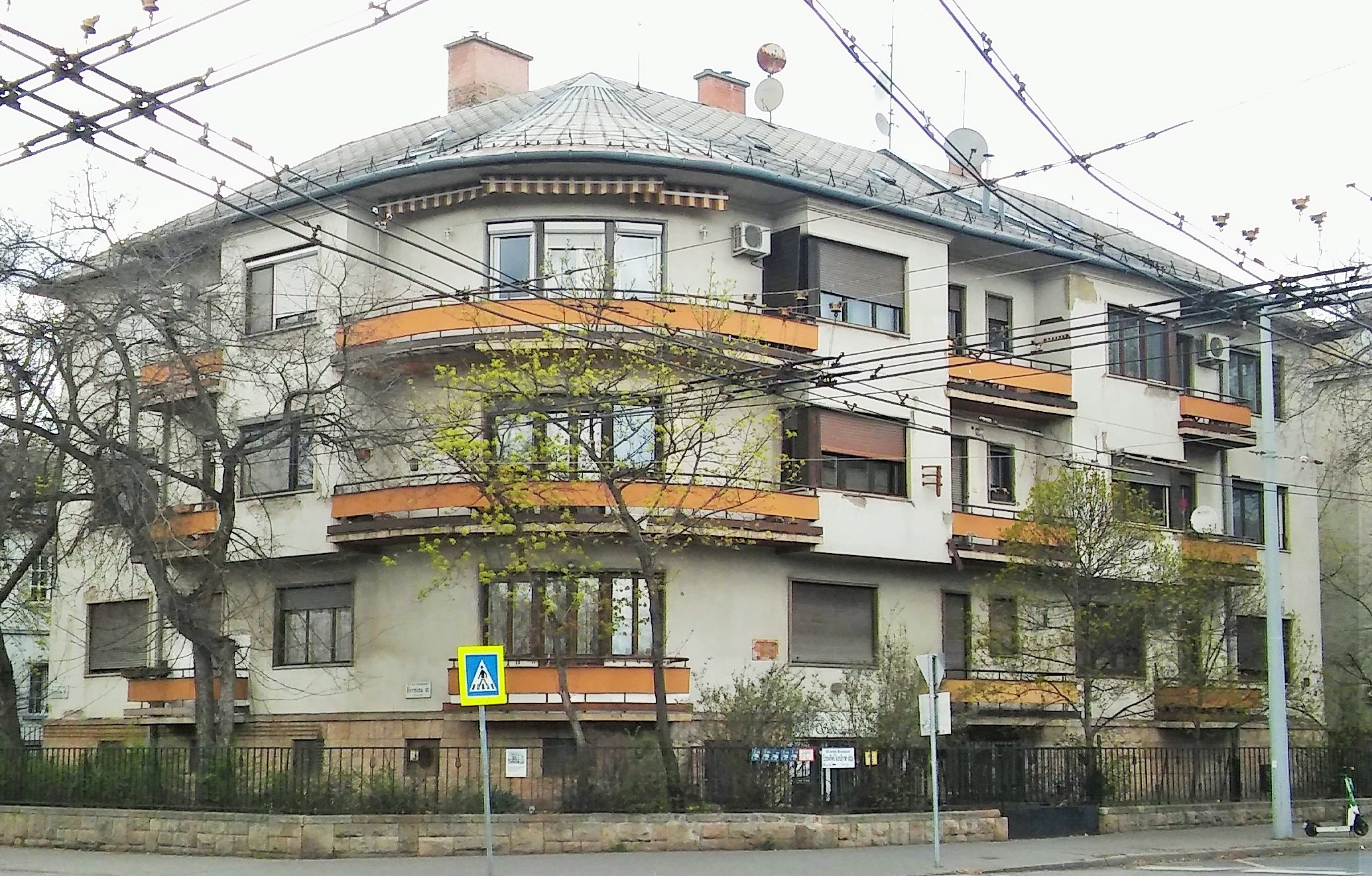
Erzsébet királyné útja 2.

- 1925: lakóház, Budapest, Czakó u. 7.
- 1926: lakóház, Budapest, Visegrádi u. 32-34.
- 1926: lakóház, Budapest, Orbánhegyi út 12/b. (elpusztult)
- 1927–1929: lakóház, Budapest, Kisfaludy u. 40.
- 1937: lakóház, Budapest, Petőfi tér 2.
- 1938–1939: Szél utcai Fiúotthon, Budapest, Szél u. 11-13.
- 1939–1940: lakóház, Budapest, Erzsébet királyné útja 2. / Hermina út 39.
- 1943: OTI tisztviselői lakótelepe, Visegrád

### Tervben maradt épületek
- 1909: Városháza (hely megjelölése nélkül)
- 1909: Tejcsarnok pavilon (hely megjelölése nélkül)
- 1909: lakások, Budapest, Fehérvári út
- 1911: Tornaegylet Korcsolyacsarnoka, Budapest, Buda
- 1913: Temesvári Bank és Kereskedelmi Rt. székháza, Temesvár (Radó Sándorral közös munka)
- 1914: Ferenc József jubileumi templom, Budapest, Rezső tér
- 1919: Kisboldogasszony templom, Budapest, Máriaremete (édesapjával közösen)
- 1931: Erzsébet sugárút kialakítása, Budapest
- 1933: Tabán rendezése, Budapest
- 1936: Horthy Miklós-híd budai hídfője, Budapest
- 1938: Szent Lukács gyógyfürdő reumakórháza, Budapest
- 1940: Központi Városháza, Budapest (Schőmer Ervinnel közösen)
- 1949/1952: Szegények Szűze, Országok Királynője-bazilika, Párizs

### Átalakítások
- 1925: lakóház átalakítás, Budapest, Donáti u. 53.
- 1927: Alsóvizivárosi Szent Erzsébet templom belső restaurálása, Budapest
- 1928–1929: lakóház átépítése, Budapest, Városház u. 8.
- 1928–1929: lakóház átépítése, Budapest, Ajtósi Dürer sor 7.
- 1936–1937: Szent Lukács Gyógyfürdő Nagyszállója átépítése, Budapest
- ?: Tahy-kastély átépítése, Galgagyörk (kérdéses alkotás)
- ?: Tahy-kastély átépítése, Nyírlak (kérdéses alkotás)
- ?: Hertelendy-kastély átépítése, Kutaskozma (kérdéses alkotás)

## jegyzetek
1. 1 2 3  Bede-Fazekas, i. m., 338. o.
2. 1 2  Bede-Fazekas, i. m., 348. o.
3. ↑  Bede-Fazekas, i. m., 339. o.
4. ↑  Bede-Fazekas, i. m., 243. o.
5. 1 2  Bede-Fazekas, i. m., 344-345. o.
6. 1 2 3  Bede-Fazekas, i. m., 344. o.
7. ↑  Bede-Fazekas, i. m., 347-348. o.
8. ↑  Bede-Fazekas, i. m., 348-349. o.